# وینتن (لوئیزیانا)
وینتن (به انگلیسی: Vinton) شهری در ایالت لوئیزیانا کشور ایالات متحده آمریکا است که جمعیت آن در سرشماری سال ۲۰۱۰ میلادی، ۳٬۲۱۲ نفر بوده‌است.